# Сан-Чипріано-По
Сан-Чипріано-По (італ. San Cipriano Po) — муніципалітет в Італії, у регіоні Ломбардія, провінція Павія.
Сан-Чипріано-По розташований на відстані близько 450 км на північний захід від Рима, 45 км на південь від Мілана, 13 км на південний схід від Павії.
Населення — 489 осіб (2014).

## Демографія
Населення за роками:

Станом на 1 січня 2023 року в муніципалітеті офіційно проживали 93 іноземці з 11 країн, серед них 68 громадян країн Євросоюзу.

## Сусідні муніципалітети
- Альбаредо-Арнабольді
- Бельджоїозо
- Броні
- Спесса
- Страделла